# Cheilosia zinchenkoi
Cheilosia zinchenkoi är en tvåvingeart som beskrevs av Barkalov 2005. Cheilosia zinchenkoi ingår i släktet örtblomflugor, och familjen blomflugor. Inga underarter finns listade i Catalogue of Life.